# Pacte de Tudmir
Le Pacte de Tudmir fut signé entre Théodemir (wisigoth) (arabisé en Tudmir) et Abd al Aziz ibn Musa en avril 713 à Orihuela, alors ville principale de la « cora de Tudmir » qui correspond à l’actuelle Murcie. Ce pacte met en évidence un aspect méconnu de la conquête musulmane de l'Espagne qui débuta en 711 sous l’impulsion de Musa ben Nusayr, alors gouverneur de l’Ifriqya (c'est-à-dire l’actuelle Afrique du Nord) sous le commandement de Tariq ibn Ziyad à la tête de 7000 berbères, encadrés par 300 Arabes.
Abd al Aziz ibn Musa est le fils du gouverneur de l’Ifriqiya chargé de continuer la conquête au sud  pendant que son père attaque le nord de la péninsule avec Tariq. D’emblée, abd al Aziz choisit une politique de coopération et de conciliation avec Théodomir, sans doute un dux vaincu par les Arabes et détenteur d’un pouvoir important dans sa région bien éloignée du pouvoir central de Tolède très faible qui tente une vaine centralisation.

## Texte
Voici le texte écrit en espagnol, suivi d'une traduction française :

« En el Nombre de Allah, el Clemente, el Misericordioso. Edicto de ‘Abd al-‘Aziz ibn Musa ibn Nusair a Tudmir ibn Abdush [Teodomiro, hijo de los godos]. Este último obtiene la paz y recibe la promesa, bajo la garantía de Allah y su Profeta, de que su situación y la de su pueblo no se alterará; de que sus súbditos no serán muertos, ni hechos prisioneros, ni separados de sus esposas e hijos; de que no se les impedirá la práctica de su religión, y de que sus iglesias no serán quemadas ni desposeídas de los objetos de culto que hay en ellas; todo ello mientras satisfaga las obligaciones que le imponemos. Se le concede la paz con la entrega de las siguientes ciudades: Uryula [Orihuela], Baltana, Lakant [Alicante], Mula, Villena, Lawraka [Lorca] y Ello. Además, no debe dar asilo a nadie que huya de nosotros o sea nuestro enemigo; ni producir daño a nadie que huya de nosotros o sea nuestro enemigo; ni producir daño a nadie que goce de nuestra amnistía; ni ocultar ninguna información sobre nuestros enemigos que puede llegar a su conocimiento. El y sus súbditos pagarán un tributo anual, cada persona, de un dinar en metálico, cuatro medidas de trigo, cebada, zumo de uva y vinagre, dos de miel y dos de aceite de oliva; para los sirvientes, sólo una medida. Dado en el mes de Rayab, año 94 de la Hégira [713]. Como testigos, ‘Uzmán ibn Abi ‘Abda, Habib ibn Abi ‘Ubaida, Idrís ibn Maisara y Abul Qasim al-Mazáli. »

— Ibn Adarí. Historien andalou . ''Kitab al-bayán al-mugrib fi ajbar muluk al Andalus wa l-Magrib.

« Au nom d'Allah, le Clément, le Miséricordieux. Édit d'‘Abd al-‘Aziz ibn Musa ibn Nusair à Tudmir ibn Abdush (Teodomiro, fils des Goths). Ce dernier obtient la paix et reçoit la promesse, sous la garantie d'Allah et de son Prophète, que sa situation et celle de son peuple ne seront pas altérées ; que ses sujets ne seront ni tués, ni faits prisonniers, ni séparés de leurs épouses et enfants ; qu'ils ne seront pas empêchés de pratiquer leur religion et que leurs églises ne seront ni incendiées ni dépossédées des objets de culte qu'elles contiennent ; tout cela à condition qu'il remplisse les obligations qui lui sont imposées. Il lui est accordé la paix en échange de la remise des villes suivantes : Uryula (Orihuela), Baltana, Lakant (Alicante), Mula, Villena, Lawraka (Lorca) et Ello. De plus, il ne doit donner asile à personne qui nous fuit ou est notre ennemi ; ni causer de dommage à quiconque bénéficie de notre amnistie ; ni dissimuler aucune information sur nos ennemis qui pourrait venir à sa connaissance. Lui et ses sujets paieront un tribut annuel, par personne, de un dinar en argent, quatre mesures de blé, d'orge, de moût de raisin et de vinaigre, deux mesures de miel et deux d'huile d'olive ; pour les serviteurs, seulement une mesure. Donné au mois de Radjab, l'année 94 de l'Hégire (713). En tant que témoins, ‘Uzmán ibn Abi ‘Abda, Habib ibn Abi ‘Ubaida, Idrís ibn Maisara et Abul Qasim al-Mazáli. »

— Ibn Adarí. Historien andalou . ''Kitab al-bayán al-mugrib fi ajbar muluk al Andalus wa l-Magrib.

## Analyse
Théodomir est cité dès le début du pacte sous la forme arabisée de Tudmir (ligne 2 : « Tudmir ibn Abdush ») ce qui présuppose un rapport d’égal à égal avec Abd-al-Aziz ibn Musa ibn Nusayr, le conquérant de la province et fils du gouverneur de l’Ifriqiya qui fut deux ans plus tôt l’instigateur de la conquête de la péninsule ibérique avec l’aide de Tariq ibn Zyad et de  ses 7000 berbères.
On sait peu de choses sur la personnalité de Théodomir car les sources sont très rares et peu précises : On a cherché à l’identifier à un certain Théodomir qui apparaît dans les actes du XVIe Concile de Tolède mais il est bien évidemment impossible de vérifier cette hypothèse. D’autre part, un passage de la chronique mozarabe de 754 fait référence à Théodomir censé avoir mis en déroute une expédition byzantine sous le règne conjoint d’Egica et de son fils Wittiza. Néanmoins, le passage fait aussi référence au traité de capitulation qui constitue l’objet de notre étude. Ainsi, ce qui peut apparaître comme une allusion précise au seigneur Wisigoth  n’est en fait qu’une interpolation, ce qui rend sa véracité  très discutable.
Une source arabe comme Ibn Habib présente Théodomir comme le lieutenant du dernier souverain Wisigoth Rodéric : l’auteur y fait clairement allusion à l’occasion du débarquement des musulmans en péninsule ibérique.
Au moment de la conquête, Théodomir est le gouverneur d’une région vaste, prospère et essentiellement rurale. Cette partie de la Péninsule apparaît alors  comme quasiment indépendante du pouvoir souverain (incarné par Rodéric jusqu’en 711) ce qui n’est pas un fait exceptionnel : avec la faiblesse du pouvoir royal déchiré par des querelles de successions, les seigneurs des provinces ne sont guère inquiétés  par celui-ci. Néanmoins, ces princes gardent leurs prérogatives envers le souverain de Tolède surtout sur le plan militaire. Ainsi, il parait tout à fait vraisemblable que Théodomir ait participé à la résistance contre l’envahisseur musulman au nom de ses engagements envers Rodrigue. En cela, l’allusion de Ibn Habib est tout à fait plausible.
Quelques sources donnent  des précisions sur le rôle de Théodomir pendant la conquête musulmane de la péninsule ibérique : un contingent de l’armée qui a débarqué avec Tariq bouscule Théodomir en pleine campagne et le cerne dans Orihuela qui est alors la capitale de la Principauté. Théodomir finit par se rendre dans des conditions favorables à Abd-al-Aziz ibn Musa ibn Nusayr : on trouve là l’origine du pacte de Tudmir, un traité de capitulation entre deux puissants.
Au-delà des problèmes d’identification, Théodomir apparaît dans le traité de capitulation  comme l’exemple type du seigneur Wisigoth. Théodomir possède le pouvoir au niveau régional dominant une partie non négligeable de la Péninsule (ligne 4 « les siens » ligne 5 « droit de souveraineté »). Le pacte nous indique que Théodomir est un seigneur puissant qui contrôle totalement son territoire. La conquête musulmane ne remet pas en cause son pouvoir même s’il est théoriquement subordonné au conquérant musulman.
Théodomir garde tout de même une certaine autorité : aussi la conquête s’inscrit-elle  véritablement dans une stratégie de continuité.